# RT Киля
RT Киля (RT Car) — переменная звезда  в Туманности Киля созвездия Киля. Среднее значение видимой звёздной величины составляет +8,55m.
RT Car является красным сверхгигантом спектрального класса M2I и обладает температурой 3625 K. Звезда является одной из крупнейших известных звёзд: диаметр приблизительно в тысячу раз превосходит солнечный. Оценки светимости лежат в интервале от 180 000 до 220 000 светимостей Солнца, среднее значение равно 200 000 светимостей Солнца.
RT Car располагается близко к рассеянному звёздному скоплению Трюмплер 15, но не принадлежит ему. По-видимому, звезда окружена пылевой туманностью, вероятно, состоящей из выброшенного звездой вещества.
В каталогах RT Car классифицирована как неправильная переменная звезда, однако было обнаружено несколько возможных значений периода пульсации. Анализ ряда наблюдений продолжительностью 40 лет выявил вариации  с периодичностью 201 и 448 дней, другие исследования выявили периоды 100 и 1400 дней.